# Astrid Guyart
Astrid Murielle Guyart (* 17. März 1983 in Suresnes) ist eine französische Florettfechterin.

## Erfolge
Astrid Guyart gewann mit der französischen Equipe zahlreiche internationale Medaillen im Mannschaftswettbewerb. So sicherte sie sich mit ihr 2005 in Leipzig, 2014 in Kasan, 2015 in Moskau, 2016 in Rio de Janeiro und 2018 in Wuxi jeweils die Bronzemedaille. 2013 gelang ihr mit der Mannschaft in Budapest der Gewinn der Vizeweltmeisterschaft. 2012 in Legnano und 2013 in Zagreb wurde sie zudem Vizeeuropameisterin in der Mannschaftskonkurrenz. Darüber hinaus gewann sie in dieser 2008 in Kiew, 2009 in Plowdiw, 2014 in Straßburg, 2015 in Montreux, 2016 in Toruń und 2018 in Novi Sad jeweils Bronze.
Dreimal nahm Guyart an Olympischen Spielen teil: 2012 belegte sie in London im Einzel nach einer Niederlage in der dritten Runde den zehnten Rang, während sie mit der Mannschaft als Vierte knapp einen Medaillengewinn verpasste. Bei den Olympischen Spielen 2016 in Rio de Janeiro erreichte sie das Viertelfinale des Einzels, in dem sie Inna Deriglasowa unterlag und damit Sechste wurde. Bei den 2021 ausgetragenen Olympischen Spielen 2020 in Tokio gewann sie mit der Mannschaft die Silbermedaille.

## Privates
Ihr Bruder Brice Guyart war ebenfalls Florettfechter und zweifacher Olympiasieger. 
Guyart gab öffentlich ihre sexuelle Orientierung bekannt und beteiligte sich als eine von sechs französischen Sportlern an der Dokumentation Faut qu'on parle.